# Бортовий камінь

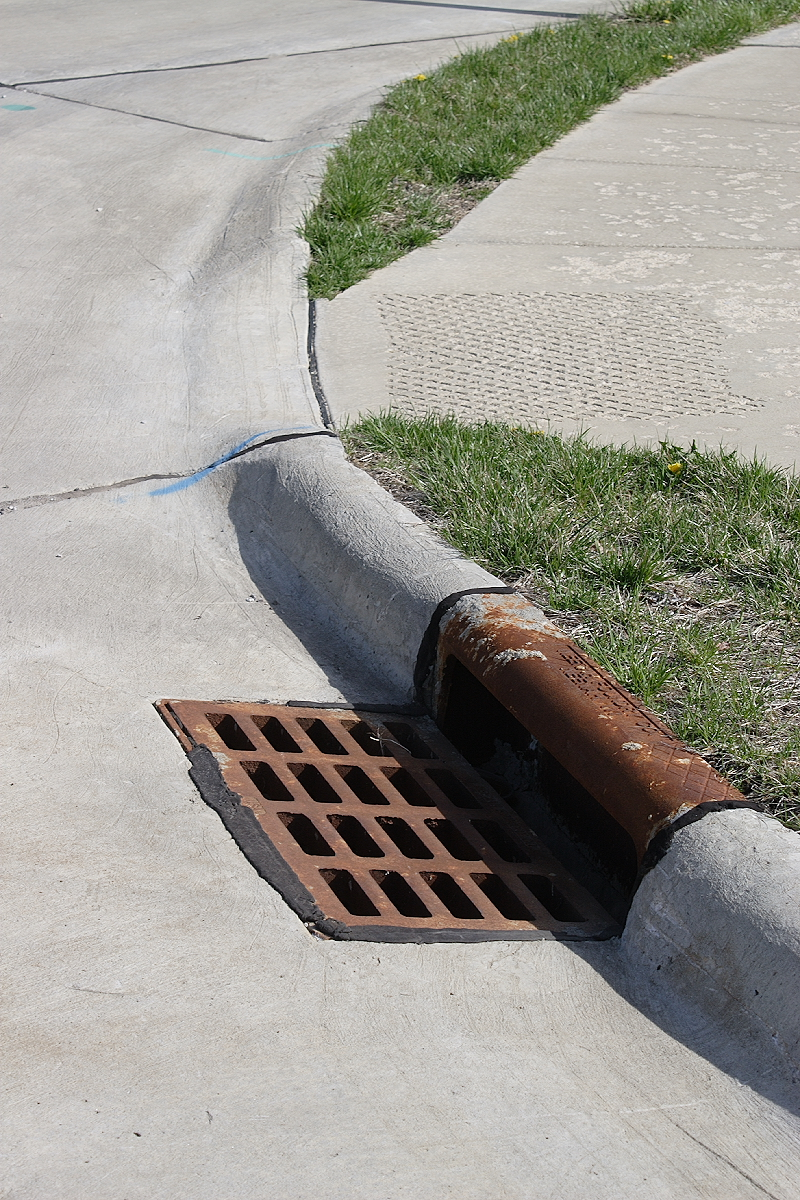

Бортовий камінь, також бордюр (від фр. bordure — «край», «обрамлення») — розділювальний камінь між проїзною частиною і тротуаром, також використовується для оздоблення борту басейну (зокрема для улаштування хвилевідбійника), відокремлення пішохідних стежок від газонів, клумб та відкритого ґрунту в садах, парках, на вулицях міст. Зазвичай створюється з оброблених фрагментів гірських порід однакової ширини та висоти, викладених у вигляді низької огорожі. Також може вироблятися зі штучних матеріалів, таких як бетон. Чи натуральних матеріалів але по відновленій технології (Наприклад, подрібнення вапнякових порід та лиття у форми). Часто (особливо, при оздобленні басейнів) слово зустрічається, як синонім до слова coping (від англ. - парапетна плита): наприклад, "копінговий камінь для басейну".
Бордюри виробляють з різних типів гірських порід, здебільшого магматичних, які є стійкими до механічних і хімічних пошкоджень: граніт, базальт, габро, лабрадорит, андезит та інші. Найкращими з цих порід є інтрузивні, які мають низьке водопоглинання, а тому менше піддаються вивітрюванню. Втім, використовують і метаморфічні чи навіть осадові породи: мармур, пісковик, вапняк тощо.